# Lars Petersen
Lars Petersen (né le 3 septembre 1965 à Haderslev) est un cavalier danois de dressage.
Il participe à l'épreuve individuelle des Jeux olympiques d'été de 1996, où il finit douzième.
Lors de la finale de la coupe du monde de dressage 2002 à Bois-le-Duc, il finit deuxième avec un score de 79.670% sur son cheval Cavan. Il se qualifie pour la finale de la Coupe du monde de dressage à Lyon après avoir gagné dans la ligue nord-américaine. Il est contraint de se retirer après que son cheval se soit blessé au sabot.
À partir de janvier 2018, il prend la nationalité américaine.